# Blasco Blázquez de Ávila

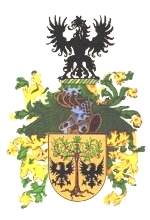
Brasão de um ramo da família Ávila dos Açores.

Blasco Blázquez de Ávila ou Vasco Blázquez (Ximeno) de Ávila (1194 -?) foi um Rico-homem e Cavaleiro medieval do principado das Astúrias. Foi quem deu origem ao sobrenome D`Ávila corrompido para de Ávila ou simplesmente Ávila. Deu-lhe origem como nome de linhagem ao toma-lo da cidade de Ávila que ajudou a conquistar aos mouros.

## Relações familiares
Foi filho de Vasco Ximeno ou Blasco Ximeno (c. 1170 -?) e de Árias Galinda (c. 1170 -?). Foi neto paterno de [[Ximeno Sánchez]] (Astúrias, Espanha, 1140 - ?). Foi pai, com uma senhora cujo nome a história desconhece de:
1. Blasco Ximeno Dávila (1210 -?) que foi casado com Maria Blázquez.